# Medier i Australien
Medier i Australien utgörs främst av dagspress, TV, radio och internet/webbplatser. 

## Dagspress
The News Corporation kontrollerar genom arv, förvärv, fusioner och en etablering av riksspridda The Australian, grundad 1964, 150 000 exemplar, cirka 60 % av den totala dagspressupplagan. Näst störst med cirka 20 % är John Fairfax Holdings med traditionsrika rikstidningen The Age (grundad 1854, 230  000 exemplar) och sedan 1991 med kanadensaren Conrad Black som störste delägare. Den största tidningen är Herald Sun.
Den viktigaste koncernen The New Corporation startades och styrs än idag av vd´n Rupert Murdoch så de är alltså inte ett statligt drivet bolag som t.ex. SVT. De grundades 1979 och är riktigt stora och de har nu etablerat sig även i den brittiska och amerikanska mediabranschen. 
Herald Sun skapades 1840 av Australiensaren George Cavenagh och är en morgontidning som tilldelas på vardagar och ägs av bolaget News corp Australia, den har även haft flera olika namn, som The Melbourne morning Herald. De finns över 575 000 exempel av tidningen vilket gör till den mest trycka i England.

## Television och radio
Den första radiokanalerna var startades väldigt tidigt, 1929 skapades radiostationerna 3DB och 3UZ men först var reklamfinansierad radio 1924, licensfinansierad allmänradio kom först 1932 i Australien  som kallas för Australian Broadcasting Corporation (ABC). Reklamfinansierad, regional privat-TV och licensfinansierad, nationell allmän-TV (ABC) kom 1956 i Sydney.  Licensfinansieringen ersattes 1974 med årliga statsanslag.  Förutom tv-kanalen ABC driver så har de även sex st radiokanaler men de har även radiokanal som de sänder internationellt med. Australien som är ett mycket stort land till yta har många olika minoriteter och därför startade staten SBS (Special Broadcasting Service) 1974 för att betjäna de som bodde i Sydney och Melbourne. Man öppnade 1980 med samma syfte en nationell TV-kanal (SBS-TV).  De finns alltså två public servicebolag inom radio och tv. 
De kommersiella radio- och TV-stationerna ingår i nät, vilka i huvudsak ägs av The News Corporation och John Fairfax. De största är Seven Network och Nine Network Australia. År 2000 gjorde man den senaste studien på hur många tv- och radiomottagare de finns per invånare och det var 1908 radio och 738 tv-mottagare per 1 000 invånare.

## Censur och yttrandefrihet
2009 började man införa censur för att skydda främst barn från skadlig information och material som till exempel barnporr, hur man begår olika brott och droger. 2013 var det olagligt i Australien att på grund av ras, hudfärg, nationellt eller etniskt ursprung förolämpa en person eller en grupp. Det inkluderar att publicera stötande och kränkande kommentarer på internet. Samma år får lägger de sig på plats 31 i en rankning.